# 蘇火燈
蘇火燈（1938年5月20日—2017年10月30日），生於臺南州新化郡善化庄（今臺南市善化區），中華民國（台灣）政治人物，曾擔任台南縣議會第六、七、八、九屆議員，後代表中國國民黨在農民團體當選為第一屆第三、四、五、六次增額立法委員，復在台南縣選區當選為第二屆立法委員。1996年後，蘇火燈在爭取區域立委連任落選後淡出政壇。2017年10月30日過世。
蘇火燈曾在政治壓力下替農民爭取福利，並因而被歸類為「老農派」立委。

## 外部連結
- 立法院全球資訊網－立法委員－蘇火燈委員簡介 （页面存档备份，存于）
- 蘇火燈 - 中選會選舉資料庫網站 （页面存档备份，存于）